# Julian Barnes
Julian Patrick Barnes (født 19. januar 1946) er en britisk forfatter, nomineret tre gange for Bookerprisen, vandt prisen i 2011 med bogen Når noget slutter.
Han har skrevet flere kriminalromaner under pseudonymet "Dan Kavanagh".

## Udvalgt bibliografi
- Flaubert's Parrot (1984)
- A History of the World in 10½ Chapters (1989)
- Talking It Over (1991, den franske oversættelse vandt Prix Femina)
- England, England (1998)
- Arthur & George (2005)

Som "Dan Kavanagh":
- Duffy (1980)
- Fiddle City (1981)
- Putting the Boot In (1985)
- Going to the Dogs (1987)

### Oversat til dansk
| Titel                                         | Genre       | Oversætter          | År   | Originaltitel                          | År   | Forlag          | ISBN                   |
| --------------------------------------------- | ----------- | ------------------- | ---- | -------------------------------------- | ---- | --------------- | ---------------------- |
| Før hun mødte mig                             | roman       | Henning Juul Madsen | 1995 | Before She Met Me                      | 1982 | Tiderne Skifter | ISBN 87-00-58007-4     |
| Flauberts papegøje                            | roman       | Lisbeth Hertel      | 2012 | Flaubert's Parrot                      | 1984 | Tiderne Skifter | ISBN 978-87-7973-525-5 |
| Op mod solen                                  | roman       | Lisbeth Hertel      | 1988 | Staring at the Sun                     | 1986 | Tiderne Skifter | ISBN 87-7445-340-8     |
| En verdenshistorie i 10½ kapitler             | essays      | Henning Juul Madsen | 1990 | A History of The World In 10½ Chapters | 1989 | Tiderne Skifter | ISBN 87-7445-394-7     |
| En trekanthistorie                            | roman       | Henning Juul Madsen | 1992 | Talking It Over                        | 1991 | Tiderne Skifter | ISBN 87-7445-497-8     |
| Pindsvinet                                    | roman       | Henning Juul Madsen | 1993 | The Porcupine                          | 1992 | Tiderne Skifter | ISBN 87-7445-565-6     |
| Over kanalen                                  | noveller    | Henning Juul Madsen | 1997 | Cross Channel                          | 1996 | Tiderne Skifter | ISBN 87-7445-709-8     |
| England, England                              | roman       | Claus Bech          | 1999 | England, England                       | 1998 | Tiderne Skifter | ISBN 87-7445-834-5     |
| Kærlighed osv. (2. del af En trekanthistorie) | roman       | Claus Bech          | 2001 | Love etc.                              | 2000 | Tiderne Skifter | ISBN 87-7445-928-7     |
| Citronbordet                                  | novelle     | Claus Bech          | 2006 | The Lemon Table                        | 2004 | Tiderne Skifter | ISBN 87-7973-134-1     |
| Arthur & George                               | roman       | Claus Bech          | 2007 | Arthur & George                        | 2005 | Tiderne Skifter | ISBN 978-87-7973-209-4 |
| Ikke noget at være bange for                  | erindringer | Claus Bech          | 2009 | Nothing to Be Frightened Of            | 2008 | Tiderne Skifter | ISBN 978-87-7973-344-2 |
| Puls                                          | noveller    | Claus Bech          | 2014 | Pulse                                  | 2011 | Tiderne Skifter | ISBN 978-87-7973-506-4 |
| Når noget slutter                             | roman       | Claus Bech          | 2011 | The Sense of an Ending                 | 2011 | Tiderne Skifter | ISBN 978-87-7973-494-4 |
| Vejen op, vejen ned                           | erindringer | Claus Bech          | 2015 | Levels of Life                         | 2013 | Tiderne Skifter | ISBN 978-87-7973-727-3 |
| Som jeg ser det                               | essays      | Claus Bech          | 2011 | Keeping An Eye Open                    | 2015 | Tiderne Skifter | ISBN 978-87-7973-372-5 |
| Tidens støj                                   | roman       | Claus Bech          | 2016 | The Noise of Time                      | 2016 | Tiderne Skifter | ISBN 978-87-7973-784-6 |